# Hettange-Grande
Hettange-Grande – miejscowość i gmina we Francji, w regionie Grand Est, w departamencie Mozela.
Według danych na rok 1990 gminę zamieszkiwały 5 734 osoby, a gęstość zaludnienia wynosiła 352 osoby/km² (wśród 2335 gmin Lotaryngii Hettange-Grande plasuje się na 77. miejscu pod względem liczby ludności, natomiast pod względem powierzchni na miejscu 294.).